# 妹妹娃娃多媒體
妹妹娃娃多媒體有限公司（英語：Meimeiwawa Multimedia;簡稱「妹娃」或是 Meiwa Media) 是一間台灣多媒體有限公司，主要以娛樂和音樂為作品主軸。創辦人為前南拳媽媽歌手梁心頤與姊姊梁妍熙。 

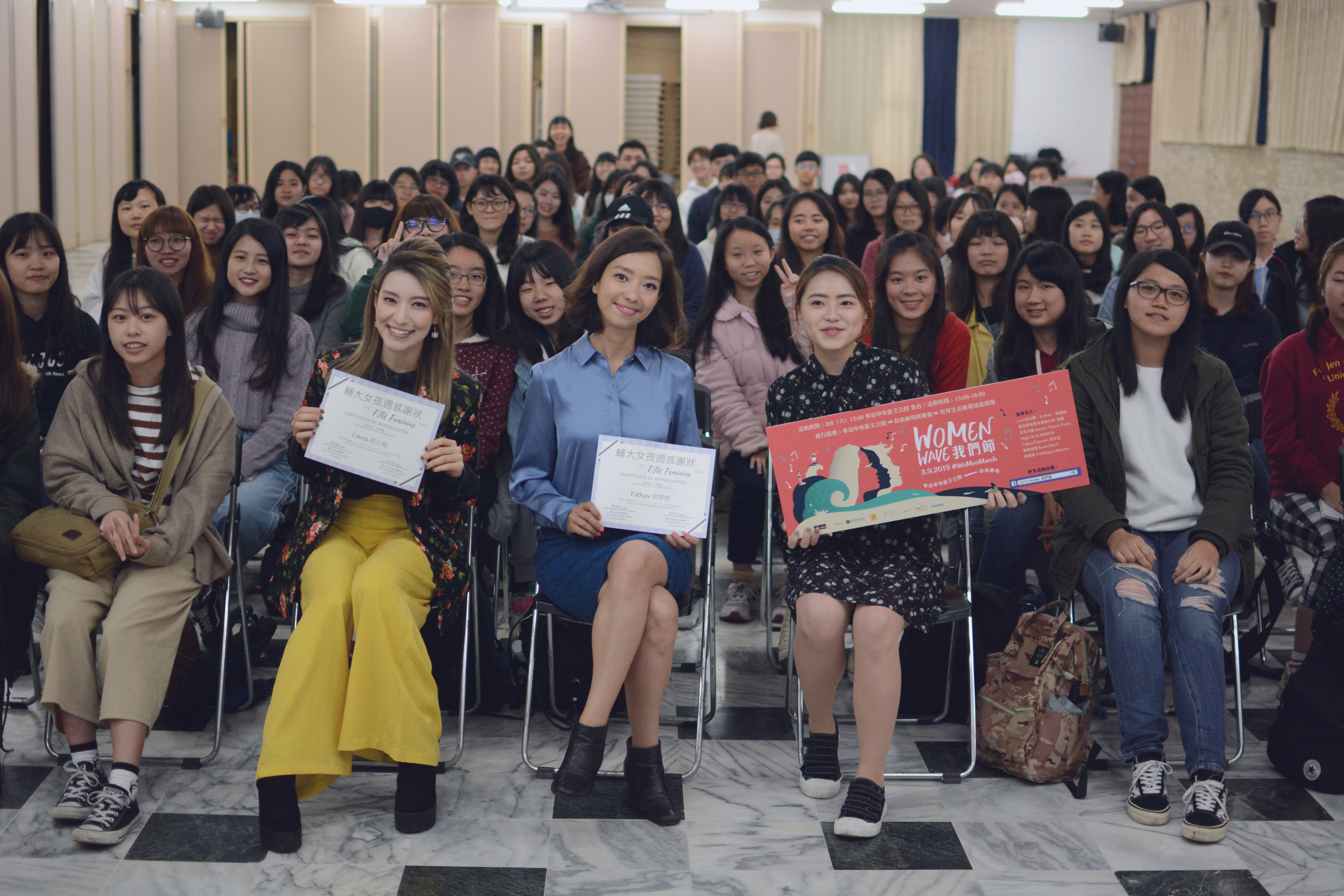
梁氏姊妹參與輔仁大學2019年「女孩週」演講活動

 公司2013年正式成立於台灣台北。

## 基本資訊
起出最大動力是由於梁心頤2013年離開了杰威爾音樂所以自行跟姊姊梁妍熙成立了身兼唱片公司及經紀公司的多媒體公司，自己更成為了旗下的藝人。妹妹娃娃自2015年開始為Lara推出了一張個人專輯、一張迷你專輯及多首數位及實體單曲。許多出版靈感都來自於兩姐妹混血背景（台灣及美國裔俄國血統）而綜合的東方和西方元素，所以作品主軸皆為中英雙語的多元議題。 妹娃的Youtube頻道上也發布了從音樂MV到旅行影像部落格到獨立製作短片皆有的各種不同類型的作品，更推出了一系列拍攝於妹娃工作室的搞笑真人實境秀，命名為「妹娃日記」。
公司命名為「妹妹娃娃」的由來為梁氏姊妹小時候的乳名：梁妍熙小時被稱為「妹妹」，而梁心頤則被稱為「娃娃」。

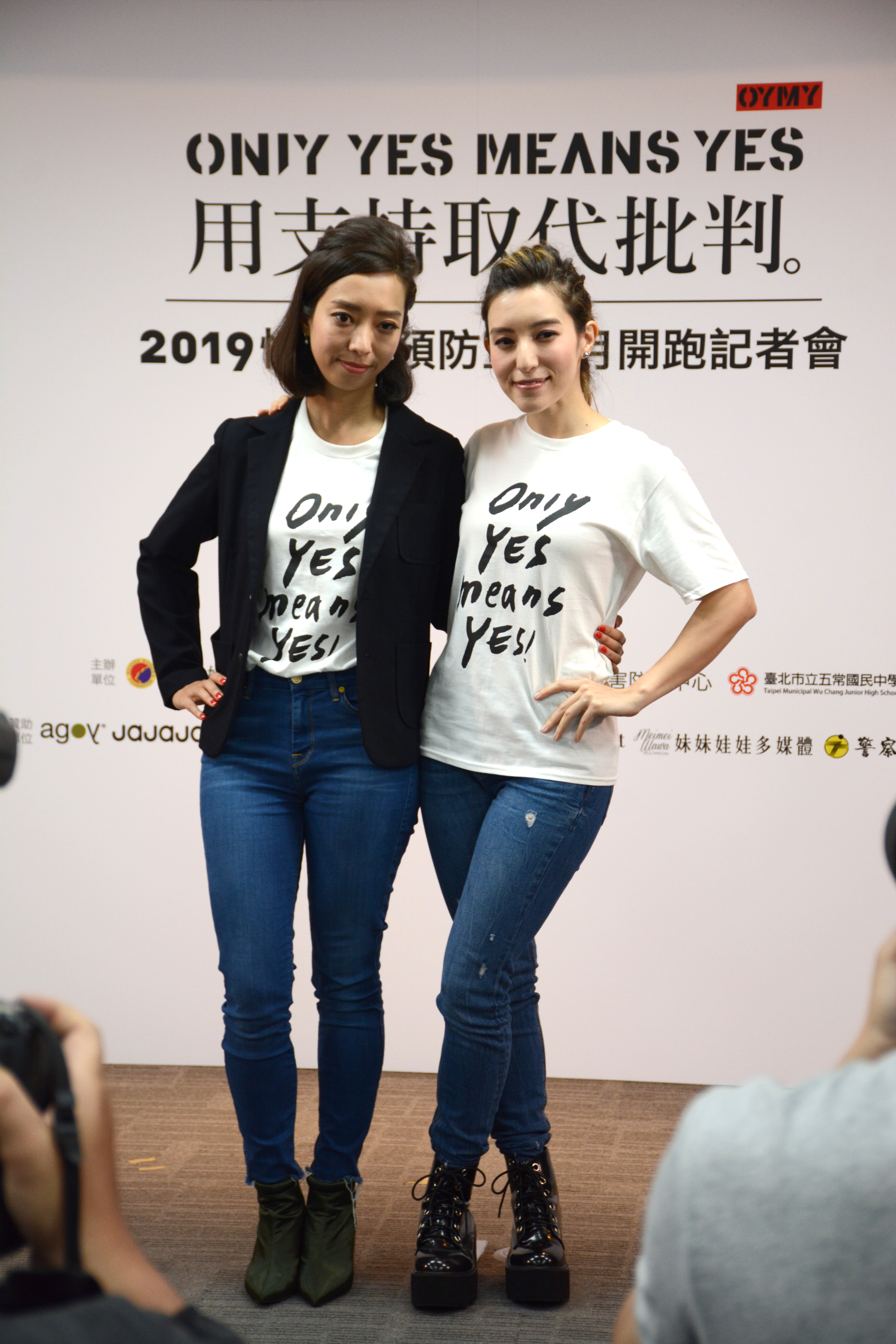
妹妹娃娃多媒體創辦人梁妍熙跟梁心頤參加2019年的性暴力防治活動「Only Yes Means Yes」

## 社會議題
這個女性主導的團隊不只推出音樂和娛樂的作品，更時常關注到各種多元化的議題例如LGBTQ、身體形象 和女權運動...等。
身為一位藝人，Lara自己本身已經多次與中華民國紅十字會合作來以賣飲料及出公益單曲關懷弱勢兒童，也有跟流浪動物之家基金會關懷流浪動物。
但是除了Lara自己活躍於公益活動之外，妹妹娃娃的兩位創辦人都在字面、表現跟行動中關注著社會議題。

- 2015年10月，在高雄贊助舉辦了Mr Gay Taiwan同志先生選拔大賽[14]。
- 2015年10月，為了「LEZS Meeting女人國」的十週年慶參加挺同志遊行。梁氏姊妹也現身舞台致詞，Lara也有上台做壓軸表演[15]。
- 2016年4月，跟Womany女人迷合作擔任女人迷大女子時代的大使鼓勵女性勇敢照出來擁抱跟接受自己[16]。
- 2016年11月，二度與Womany女人迷合作表揚《性別暴力防治駭客松》呼籲大家要面對、討論、及反抗性暴力[17]。
- 2017年10月，再次參與Mr Gay Taiwan同志先生選拔大賽。除了幫忙協辦及宣傳，梁心頤跟梁妍熙更親自擔任了當屆比賽的評審。
- 2018年4月，妹妹娃娃邀約了劉明湘、吳卓源和微甜女孩在台中一起舉辦「女力爆發」演唱會[18]。
- 2019年3月，到輔仁大學參加第一屆「女人週」參加講座，帶導輔大的學生來暸解台灣與世界的女權歷史和議題[19]。
- 2019年3月，跟台灣女性大遊行一起上街宣導女性平權及女權議題[20]。
- 2019年4月，兩位創辦人梁心頤跟梁妍熙又擔任台北Mr Gay Taiwan同志先生選拔大賽的評審，Lara也上台跟同志舞者帶來唱跳的表演。
- 2019年4月，跟現代婦女基金會合作提倡防治性暴力活動「Only Yes Means Yes」[21]

## 影視出品
妹妹娃娃這幾年來出版了各種不同型式的影音作品，例如各式的短片、微電影及網路影集。在2018更發行《明日之星》，是公司第一部片長82分鐘的劇情長片。編劇兼導演為姊姊梁妍熙，主演為妹妹梁心頤。電影劇情融入Lara最新專輯《千面獸》的八首新曲及它們的MV。
| 年度 | 中文名稱                 | 英文名稱                     | 備註                                               |
| ---- | ------------------------ | ---------------------------- | -------------------------------------------------- |
| 2013 | 《果汁刮刮樂》           | TAWKI: Scratch & Win         | 搞笑微電影                                         |
| 2014 | 《誰殺了王若琳》         | Who Killed Joanna Wang?      | 台北48小時影片拍攝計劃「最佳原聲帶」及「最佳服裝」 |
| 2015 | 《紅》                   | She Wore Red                 | 臺南39小時拍片競賽「最佳攝影」                     |
| 2015 | 《妹娃日記》             | Meiwa Diaries                | 弄假真人實境秀                                     |
| 2015 | 《比真愛還好》           | Still Better Than Love       | 洛杉磯亞太影展參展特選                             |
| 2016 | 《那些被罵後才知道的事》 | Newbie Dad                   | 中華民國國家發展委員會合作出品                     |
| 2016 | 《台北據我們所知》       | Taipei As We Know It (TAWKI) | 短片系列                                           |

| 年度 | 中文名稱     | 英文名稱        | 類型     |
| ---- | ------------ | --------------- | -------- |
| 2018 | 《明日之星》 | Tomorrow's Star | 視覺專輯 |

| 年度 | 中文名稱     | 英文名稱             | 藝人   |
| ---- | ------------ | -------------------- | ------ |
| 2015 | 《滴答》     | Dida                 | 梁心頤 |
| 2016 |              | Where Do We Go       | 梁心頤 |
| 2017 | 《玩轉》     | Play/Turn            | 梁心頤 |
| 2017 | 《陽光》     | Sunshine             | 梁心頤 |
| 2018 | 《千面獸》   | Thousand-Faced Beast | 梁心頤 |
| 2018 | 《明日之星》 | Tomorrow's Star      | 梁心頤 |
| 2018 | 《沒有絕對》 | No Absolutes         | 梁心頤 |
| 2018 | 《最愛的痛》 | Precious Pain        | 梁心頤 |
| 2018 | 《蹦蹦蹦》   | Watch Out            | 梁心頤 |

## 音樂出品
| 年度 | 類型     | 中文名稱     | 英文名稱             | 藝人   |
| ---- | -------- | ------------ | -------------------- | ------ |
| 2015 | 單曲     | 《滴答》     | Dida                 | 梁心頤 |
| 2016 | 數位單曲 |              | Where Do We Go       | 梁心頤 |
| 2017 | 數位單曲 | 《玩轉》     | Play/Turn            | 梁心頤 |
| 2017 | 數位單曲 | 《陽光》     | Sunshine             | 梁心頤 |
| 2018 | 數位單曲 | 《沒有絕對》 | No Absolutes         | 梁心頤 |
| 2018 | 數位單曲 | 《最愛的痛》 | Precious Pain        | 梁心頤 |
| 2018 | 數位單曲 | 《蹦蹦蹦》   | Watch Out            | 梁心頤 |
| 2018 | 數位單曲 | 《千面獸》   | Thousand-Faced Beast | 梁心頤 |
| 2018 | 專輯     | 《千面獸》   | Thousand-Faced Beast | 梁心頤 |

## 外部連結
- 妹妹娃娃多媒體的Instagram帳戶
- Meimeiwawa Multimedia 妹妹娃娃多媒體的Facebook專頁
- YouTube上的Meimeiwawa Multimedia 妹妹娃娃多媒體頻道